# An-Naba

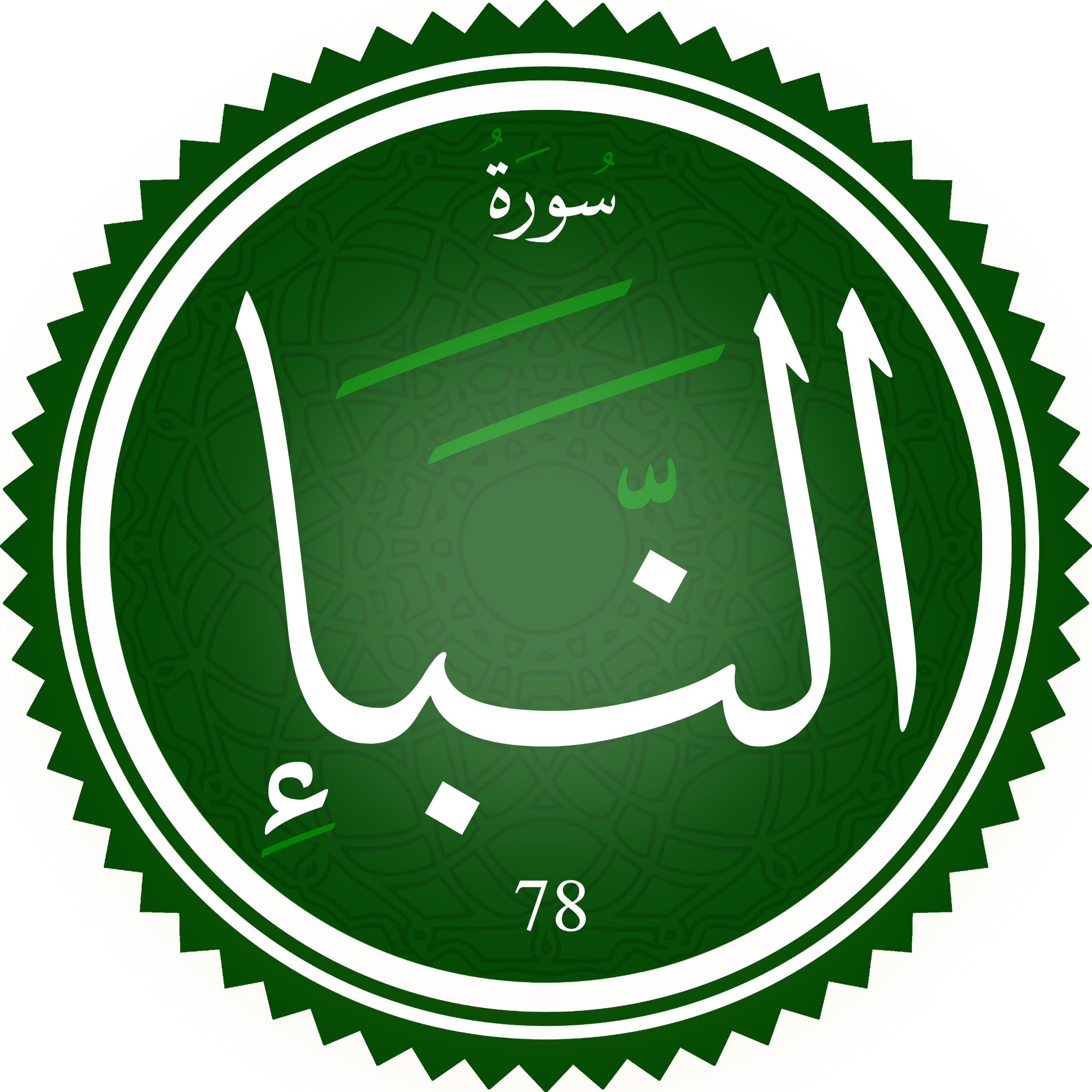
Sura al-Naba.

An-Nabā' (arabiska: سورة النبأ) ("Tillkännagivandet") är den sjuttioåttonde suran i Koranen med 40 verser (ayah). Den är från Mecka-perioden.
Suran domineras av föreställningen om den nalkande uppståndelsens dag, yawm al-qiyāmah (يوم القيامة ). Det viktiga "tillkännagivandet" (an-nabā') gäller tiden för denna "Åtskillnadens dag" (då de goda skall skiljas från de onda, enligt vers 17), som de otrogna invånarna i Mekka frågar varandra om.
Enligt en återberättelse har shiaimamen Ali ibn Abi Talib sagt att han och hans ledarskap är den stora nyheten som åsikterna gick isär om, och att på domedagen kommer folk att få veta vad de har gjort gällande detta.